# Karl Schulze
Karl Schulze (Dresden, 5 de março de 1988) é um remador alemão, bicampeão olímpico.

## Carreira
Schulze competiu nos Jogos Olímpicos de 2012 e 2016, sagrando-se campeão olímpico em ambas as oportunidades com a equipe da Alemanha do skiff quádruplo.